# کسری بودجه

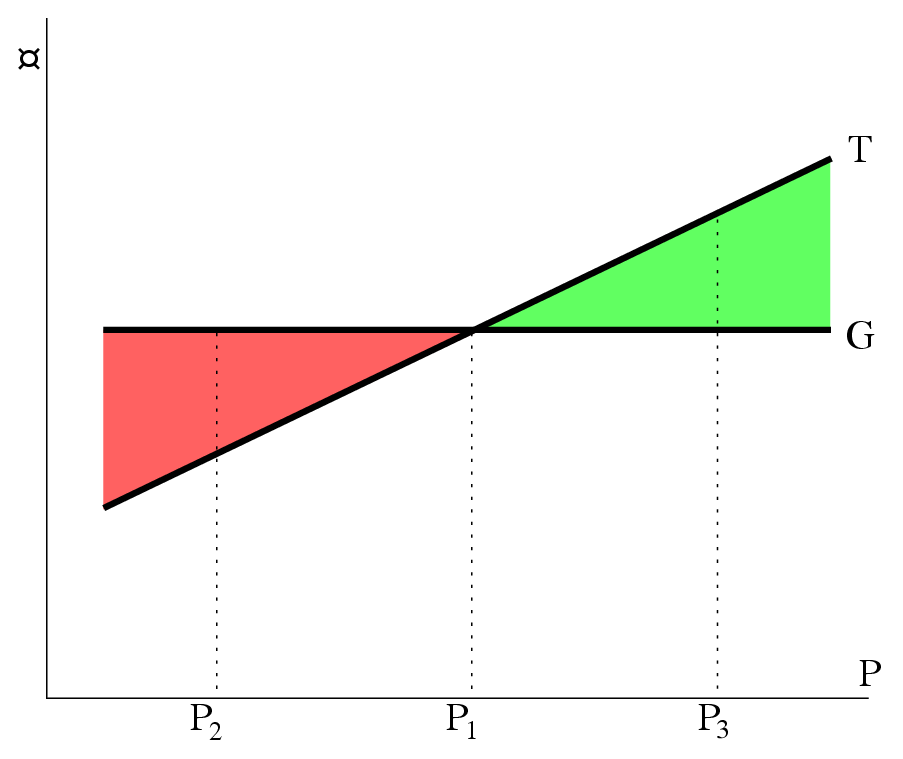
کسری بودجه

کسری بودجه (به انگلیسی: Deficit) هنگامی رخ می‌دهد که دولت (و یا هر نهاد دیگری) بیش از درآمد خود پول خرج کند. در برابر کسری بودجه، مازاد بودجه وجود دارد. به کسری بودجه انباشته شده طی چند سال بدهی دولت گفته می‌شود. تأمین کسری بودجه معمولاً از طریق استقراض داخلی یا خارجی انجام می‌شود.

## دلایل رخ دادن کسری بودجه
عدم کنترل و ساماندهی صحیح هزینه‌ها و درامدهای دولت منجر به ایجاد کسری بودجه می‌شود. برای محاسبه میزان کسری بودجه در اقتصاد ایران، اختلاف بین درآمدها و پرداخت‌های دولت اندازه‌گیری می‌شود. درآمد حاصل از صادرات نفت و گاز، مالیات‌ها، فروش ارز، انحصارها و مالکیت دولت، فروش کالاها و خدمات، بهره دریافتی بابت وام‌های پرداختی دولت به خارج و غیره جزء درامدهای دولت محسوب می‌شود.

## راه‌های تأمین کسری بودجه

### استقراض از نظام بانکی
تأمین کسری بودجه از طریق استقراض از نظام بانکی به معنای افزایش نقدینگی و به دنبال آن افزایش نرخ تورم خواهد بود. در ایران عمده‌ترین راه تأمین کسری بودجه، استقراض از نظام بانکی است.
اما این راه تأمین کسری بودجه چند سالی است که توسط مجلس ممنوع شده است.نات

### انتشار اوراق بهادار
روی آوردن دولت به چاپ و انتشار اوراق بهادار (استقراض داخلی) به معنای افزایش تقاضای دولت برای اعتبارات است که اولین تأثیر آن در بازار پولی، افزایش نرخ بهره و به دنبال آن کاهش سرمایه‌گذاری بخش خصوصی است. اما کاهش سرمایه‌گذاری در کشور ما بیشتر به دلیل استقراض دولت از بانکها و کاهش قدرت استقراض بانکها به بخش خصوصی جهت سرمایه‌گذاری می‌باشد. روند نرخ بهره در ایران بیشتر حالت دستوری است.

### استقراض از خارج از کشور
تأمین کسری بودجه از طریق منابع خارجی می‌تواند منجر به کسری در حساب جاری شود.
در ایران از هر سه روش برای تأمین کسری بودجه استفاده می‌شود.

## کسری بودجه و تورم
آمار و ارقام نشان می‌دهد که ارتباط بین کسری بودجه و تورم برای همه کشورها یکسان نیست. برای مثال کشورهایی مانند فنلاند، فرانسه، ایتالیا یا انگلستان با وجودی که کسری بودجه بالایی دارند، دارای نرخ تورم بسیار پایین هستند. برعکس، در کشورهایی مثل شیلی و مکزیک در برخی سالها مازاد بودجه داشته‌اند، ولی نرخ تورم دو رقمی را تجربه کرده‌اند. در کنار این کشورها باید به کشورهایی مانند رومانی و ترکیه اشاره کرد که با وجود کسری بودجه با تورم‌های بالایی نیز مواجه بوده‌اند.
ایران در این دسته‌بندی در گروه سوم قرار گرفته‌است. در ایران با توجه به مشکل تحریم ایران و سخت بودن استقراض خارجی، دولت برای جبران کسری بودجه ساده‌ترین راه، یعنی برداشت از صندوق ذخیره ارزی را انتخاب می‌کند. تبدیل این دلارها به ریال منجر به افزایش نقدینگی می‌شود که آن به نوبه خود با تأثیر بر روند عرضه و تقاضا منجر به تورم می‌شود.
البته باید خاطر نشان شد، استفاده از منابع نفتی توسط دولت و همچنین انتشار پول بدون پشتوانه مالی توسط بانک مرکزی از عوامل دیگر تورم می‌باشد که ناشی از کسری بودجه دولت است.

## بدهی‌های غیرشفافِ دولت
به گفته حجت بین‌آبادی، پژوهشگر حوزه بودجه و بانکی یکی از مسائل مهم نظام حکمرانی اقتصادی کشور، کج کارکردی نظام مدیریت مالی بخش عمومی (PFM) و به تبع آن کسری مستمر تراز عملیاتی بودجه بوده است؛ دولت‌ها همواره بخشی از این کسری را با ایجاد بدهی تامین مالی کرده‌اند، از این رو تحلیل و بررسی بدهی‌های دولت (Government Debt) برای بازیگران نظام مالی و اقتصادی بسیار مهم است.بر اساس آمار منتشرشده توسط خزانه‌داری کل کشور، مبلغ بدهی‌های تایید شده توسط دولت ‌تا پایان اسفند‌ 1401، 1247 هزار میلیارد تومان درنظرگرفته شده است که از این رقم، حجم بدهی‌های سیال (اوراق بهادار قابل معامله در بازارسرمایه) 473 همت و حجم بدهی های غیرسیال (غیر اوراقی) 774 همت محاسبه شده است؛ البته لازم به توضیح است که ‌این آمار شامل بدهی‌های احتمالی و مورد اختلاف نیست. وی می‌افزاید بیشترین اختلاف دولت با طلبکاران نظیر ‌نظام بانکی، صندوق توسعه ملی، صندوق‌های بازنشستگی و سازمان تامین اجتماعی، شرکت‌های دولتی و غیره در موضوع مبلغ بدهی‌های قطعی خود مربوط به بدهی‌های غیرسیال است، چون بدهی‌های غیرسیال برخلاف بدهی‌های سیال به‌دلیل غیراوراقی بودن و مبادله‌ناپذیری منجر به کاهش شفافیت و تعهدات دولت در پرداخت بدهی‌ها می‌شود.

## عواقب کسری بودجه در ‌پروژه‌های عمرانی
بررسی عملکرد آنچه در قالب بودجه‌های سالانه برای بخش عمران کشور در یك دهه گذشته در نظر گرفته شده، حکایت از آن دارد که اجرا، از برنامه عقب مانده است طبق روال سال‌های قبل، به محض کسری بودجه، بخش عمرانی قربانی بخش جاری می‌شود. عملکرد بودجه‌های سالانه نشان می‌د‌هد که عموما هر سال دولت با کسری تراز عملیاتی بالایی در بودجه مواجه است و این موضوع سبب شد تا دستگاه‌ها از واگذاری طرح‌ها به بخش خصوصی خودداری کنند. موضوعی که نتیجه‌اش موجب توقف پروژه‌های عمرانی شده است. این در حالی است که بسیاری از قوانین بالادست، قوانین بودجه سنواتی سال‌های گذشته، قانون رفع موانع تولید به قانون تنظیم بخشی از مقررات مالی دولت بر واگذاری پروژه‌های عمرانی به بخش خصوصی تاکید می‌کند. طرح‌ها‌ی عمرانی با هدف ایجاد و گسترش ظرفیت‌های تولیدی و سرمایه گذاری در اقتصاد کلید می‌خورند، درحالیکه طولانی شدن زمان بهره‌برداری طرح‌های عمرانی علاوه بر تبعات اقتصادی گسترده، تبعات به مراتب سنگین‌تر اجتماعی (همچون افزایش نارضایتی‌های اجتماعی و گسترش عدم توازن منطقه‌ای) را بر کشور تحمیل می‌کند.